# Aranyszárnyú álszajkó
Az aranyszárnyú álszajkó (Trochalopteron ngoclinhense) a madarak osztályának verébalakúak (Passeriformes) rendjébe és a Leiothrichidae családjába tartozó faj.
Magyar neve forrással nincs megerősítve.

## Rendszerezése
A fajt Jonathan C. Eames, Le Trong Trai és Nguyen Cu írták le 1999-ben, a Garrulax nembe Garrulax ngoclinhensis néven, egyes szervezetek jelenleg is ide sorolják.

## Előfordulása
Délkelet-Ázsiában, Vietnám területén honos. A természetes élőhelye a szubtrópusi vagy trópusi hegyi esőerdők. Állandó, nem vonuló faj.

## Megjelenése
Testhossza 27 centiméter.

## Természetvédelmi helyzete
Az elterjedési területe nagyon kicsi, egyedszáma 2500 alatti és csökken. A Természetvédelmi Világszövetség Vörös listáján veszélyeztetett fajként szerepel.